# Ordine di Andrej Hlinka
L'Ordine di Andrej Hlinka è un Ordine cavalleresco della Slovacchia.

## Storia
L'Ordine venne fondato il 2 febbraio 1994 e venne dedicato al politico Andrej Hlinka. Riprende il nome da un ordine della Prima repubblica slovacca. 

## Classi
L'Ordine dispone delle seguenti classi di benemerenza:
- Membro di I Classe
- Membro di II Classe
- Membro di III Classe

| Nastri               | Nastri              | Nastri             |
| -------------------- | ------------------- | ------------------ |
| Membro di III Classe | Membro di II Classe | Membro di I Classe |

## Insegne
- Il nastro è blu con una striscia bianca al centro.